# Замръзвания на Черно море
Замръзванията на Черно море са явления характерни за западното крайбрежие на Черно море при продължителни застудявания.

## Замръзвания
През януари 1904 г. Варненският залив замръзва за период от 15 дни, а Созополският – за около един месец. Замръзване на Варненския залив има и през зимата на 1907/1908 г., когато това се случва за период от 2 – 3 дни.
Едно от най-големите замръзвания на Българското черноморско крайбрежие е през зимата на 1928/1929 г. Тогава се наблюдава замръзване на водата по цялото крайбрежие, а не само в пристанищата. На 11 февруари 1929 г. ледът в пристанище Варна достига дебелина 30 cm, а в открито море плават големи ледени късове. Морските течения ги натрупват във Варненския залив и по крайбрежието. Варненското пристанище преустановява дейността си, заради ниските температури, а заледяването достига до нос Емине. Замръзва и каналът от морето до езерото. Ледената обвивка достига до 30 cm дебелина. Ледът се стопява след 8 март.
През 1942 г. Варненският залив е запълнен с ледени блокове, краткотрайно замръзва морето край Бургас, а през 1954 г. районът от Евксиноград до Галата е запълнен с ледени блокове на три пъти. През март 1954 г. ледът във Варненския залив позволява да се навлезе до 50 – 100 m навътре в морето. През 1963 г. е наблюдавано последното замръзване на Черно море, което е и по-слабо.

## Галерия
Замръзнало море при Варна, 1929 г.
- Плажът при Централните морски бани и заледеният мост.
- Водата е застинала в плътна ледена завеса при основите над моста на централния плаж.
- Кораби и лодки в пристанището. В дъното – пристанищният фар.
- Придвижване по леда. Моряците са пред съоръженията на сухия док.
- Сред скованите в леда кораби.